# 1933 en Inde
Chronologie de l'Inde
- 1929
- 1930
- 1931
- 1932
- 1933
- 1934
- 1935
- 1936
- 1937

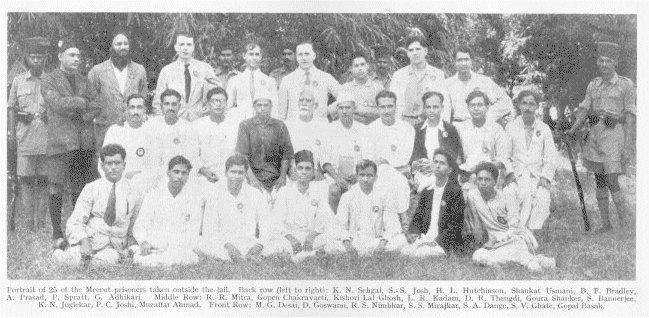
Prononcé du jugement de l'affaire de la conspiration de Meerut (1929) (Photographie d'une partie des prisonniers).

Cette page concerne les évènements survenus en 1933 en Inde  :

## Évènement
- janvier : Prononcé du jugement de l'affaire de la conspiration de Meerut (en).
- 1er mai : Le Mahatma Gandhi est libéré de prison.
- 1er mai : Gandhi entame une grève de la faim de trois semaines en raison des mauvais traitements infligés aux basses castes.
- 1er août : Gandhi est de nouveau arrêté. Il est relâché le 24 août.

## Cinéma
Sorties de film :
- Aurat Ka Pyar (en)
- Chandrahasa (en)
- Dulari Bibi (en)
- Karma
- Lal-e-Yaman (en)
- Puran Bhagat (en)
- Radha Krishna (en)
- Rajrani Meera (en)
- Saubhagya Sundari (en)
- Yahudi Ki Ladki (en)

## Littérature
- Pakistan Declaration (en), tract de Choudhary Rahmat Ali, dans lequel le mot Pakstan (sans la lettre "i") est utilisé pour la première fois et est distribué aux délégués de la troisième conférence de la Table ronde.

## Sport
- Club de cricket de l'Inde (en)

## Création
- Arya Maitreya Mandala
- Desh (en), magazine.
- Diocèse catholique de Vijayawada (en)

## Dissolution
- Agence de Bagelkhand (en)
- Agence de Surat (en)

## Naissance
- Dhirubhai Ambani, homme d'affaires.
- Supriya Devi (en), actrice.
- Narendra Kumar (en), militaire.
- Madhubala, actrice.
- Nagesh (en), acteur.
- Balan K. Nair (en), acteur.
- Roddam Narasimha (en), scientifique de l'aérospatial.
- Nimmi, actrice.
- Dhiru Parikh (en), poète, écrivain et critique.
- Amartya Sen, économiste et philosophe.

## Décès
- Mohammad Mozammel Huq (en), écrivain.
- S. G. Kittappa (en), acteur.
- Jagadananda Roy (en), écrivain d'articles scientifiques.
- Jatindra Mohan Sengupta (en), combattant pour l'indépendance.
- Mahavir Singh (en), combattant pour l'indépendance.
- Ali Haider Tabatabai (en), poète.